# Избышев, Артём Иванович
Артём Ива́нович И́збышев (1885—1919) — русский революционер, общественный деятель, член РСДРП, участник Гражданской войны, командир партизанского отряда, организатор партизанского движения на севере Омской области.

## Биография

### Жизнь до революции
Родился в семье зажиточного крестьянина-землевладельца Ивана Васильевича Избышева (родился в 1857 году). Мать Елена Ефимовна (родилась в 1861 году). Были братья Кирилл, Егор, Фока и сестра Аграфёна.
Избышевы играли большую роль в селе Седельниковском. Были владельцами маслодельных заводов, волостными старшинами, участвовали в общественной жизни не только села, но и всего Тарского уезда.
В 1899 году окончил Седельниковское трёхклассное народное училище. Сам был торгующим крестьянином, вёл самостоятельное крестьянское хозяйство. Был женат на Улите Петровне.
В 1914 году Артемий был призван в Русскую Императорскую армию. Служба проходила в городе Омске Акмолинской области, где ему было присвоено звание унтер-офицера, а затем в запасных частях в городах Калуге, Смоленске. В Первой мировой войне участие не принимал. Наград не имел.
В 1916 году вступает в ряды РСДРП(б).

### Революция и Гражданская война
Во время Февральской революции 1917 года был избран в полковой комитет.
В октябре 1917 года участвовал в революционных событиях в Москве. После Брестского мира демобилизовался из армии.
В марте 1918 года вернулся в родное село Седельниково. Здесь принимал активное участие в выполнении решений III Западно-Сибирского съезда Советов о переходе всей власти в крае к Советам. Вскоре был избран председателем Седельниковского Совета.
Падение советской власти в регионе и разгром Чехословацким корпусом Седельниковского Совета, заставили его и товарищей братьев М. Дубко, С. Дубко, Журовых, С. А. Абрамова и других большевиков перейти на нелегальное положение и начать формирование широкого партизанского движения в крае.
Уже в конце 1918 года их усилиями небольшой партизанский отряд начал боевые действия разгромом седельниковской милиции и захватом оружия. После этого налёта численность отряда многократно увеличилась. Слава о партизанах разлетелась по всей Сибири.
С начала 1919 года партизанский отряд Избышева стал боевой единицей Омского большевистского подполья. Для координации совместных выступлений Омский комитет РСДРП(б) отправил политическим комиссаром в его отряд Г. Ф. Захаренко.
25 мая 1919 года уполномоченный по охране государственного общественного порядка и спокойствия в городе Таре и уезде, начальник гарнизона города Тары подполковник Бестужев сообщил населению уезда, что бандами разбойников Избышева в последнее время совершено много преступлений. Население Бергамакской, Мало-Красноярской, Кейзесской, Седельниковской, Атирской, Егоровской и Екатерининской волостей укрывает этих бандитов и даёт им провиант. При этом приказал, если население само в кратчайший срок не изловит бандитов и вообще всех вооружённых и призывающих к неповиновению властям лиц, то не остановится даже перед уничтожением отдельных лиц и целых селений, укрывающих преступников и снабжающих их продуктами питания.
Избышев особо не церемонился с теми, кто не поддерживал его партизанскую деятельность в округе. Часто их просто расстреливали без каких-либо разбирательств. Так, с жестокостью, был убит в 1919 году в селе Муромцево купец II гильдии П. Г. Обухов со своей семьёй, известный своей благотворительностью в этих местах.
В июне 1919 года командиры Белой Армии всполошились после того, как партизаны Избышева обстреляли пароходы, курсировавшие по реке Иртыш. Управляющий Тарским уездом Барановский доложил в Омск:
Положение в селе Седельниковском всё более и более ухудшается. Первоначально маленькая шайка Избышева превратилась в довольно внушительную… Распускаются слухи, что в Седельниковской волости оперирует банда в 3000 человек, которая скоро займёт Тару и двинется на Омск
3 июля 1919 года в некоторых северных и северо-восточных уездах вспыхнуло Урманское крестьянское (антиколчаковское) восстание, нашедшее поддержку партизанских отрядов в Тарском уезде во главе с Избышевым. В центральном отряде тарских партизан числилось 218 человек. Однако сам Избышев не получил широкой поддержки жителей Тарского уезда, его частично поддержали лишь несколько волостей: Седельниковская, Муромцевская, Мало-Красноярская. Основное восстание было в соседней Томской губернии.
В июле 1919 года выступившие одновременно с кыштовцами повстанцы Мало-Красноярской и Муромцевской волостей изгнали белую милицию, разогнали земские управления и приступили к формированию Первой армии красных повстанцев урманской полосы, во главе которой стал Александр Кузьмич Винокуров. В Седельниковской волости отряд повстанцев возглавил А. И. Избышев. Район восстания расширялся.
В ночь с 14 на 15 июля партизаны с помощью отряда Павла Кондратьевича Никитина, продвигавшегося со стороны Кейзесса, выбили белых из Седельниково. Командующим Тарским фронтом избрали А. И. Избышева. Таким образом, к середине июля 1919 года восстание, известное под названием «Урманского», охватило значительный район. В нём участвовало население Кыштовской, Черновской, Верх-Тарской, Кулябинской, Ичинской, Биазинской, Шипицкой, Куликовской, Меньшиковской, Воробьёвской, Спасской, Ключевской, Вознесенской, Мало-Красноярской, Седельниковской и других — всего 56 волостей Каинского и Татарского уездов Томской губернии и Тарского уезда Тобольской губернии, которые объявили себя Партизанским краем. Там стали создаваться военно-революционные штабы и ревкомы, сформированы пять повстанческих армий, насчитывающих около 20000 бойцов.
К концу июля колчаковское командование сосредоточило против партизан значительные силы. Против армий повстанцев наступал егерский полк полковника Г. И. Окунёва из трёх батальонов в тысячу штыков с 30 пулемётами, 6 орудиями. Против партизан были брошены отряды на следующие направления: город Тару, Муромцево — Мало-Красноярку — Кыштовку, Седельниково — Кыштовку. Всего Верховный правитель адмирал А. В. Колчак бросил против партизан Урмана более 3500 солдат, 22 орудия, 62 пулемёта. А по Иртышу против партизан Тарского фронта двинулись бронированные пароходы с десантом моряков капитана I ранга Н. Г. Фомина.
В мятежную Седельниковскую волость был отправлен отряд полковника Д. С. Франка, усиленный поляками чешского полковника Э. Кадлеца и флотилией под командованием капитана I ранга Фомина. Решающий бой произошёл 27 июля 1919 года у Унарского моста через реку Уй в Егоровской волости. Избышев ещё 26 июля отправился в Седельниково, чтобы организовать оттуда помощь унарцам, но задержался в пути и прибыл в село, когда его уже заняли белые. Попавшего в засаду командира тарских партизан расстреляли, по другим сведениям он застрелился.
Полковник Франк донёс Верховному Правителю адмиралу Колчаку:
Ни в одном из порученных мне районов нет больше вооружённых шаек, все они разбиты и разоружены. Главный руководитель восстания Тарского уезда Артемий Избушев (Избышев), а также его главные помощники: два брата Дубко, Коклёмин и приехавший из Советской России агитатор Маргевич — частью казнены, частью убиты в сражениях
27-28 июля 1919 года начальник Тарского гарнизона подполковник Бестужев в обращении к населению уезда сообщил по этому поводу следующее:
За последнее время большевистскими агентами распространяются разные слухи о нашем фронте и об удачных большевистских выступлениях в разных городах Сибири. Объявляю населению, что все эти слухи ложны и сеются исключительно для внесения паники среди населения, так как большевистские банды, чувствуя своё полное бессилие, изыскивают всякие средства, чтобы вселить среди граждан паническое настроение и этим настроением воспользоваться для своих низких целей. Сообщаю населению, что те немногочисленные вспышки большевистских банд, выразившиеся в открытых выступлениях в некоторых волостях и городах, были подавлены нашими Сибирскими войсками, а зародившиеся банды большевиков в нашем уезде в селе Седельниково в настоящее время почти ликвидированы, так как главарь их Артёмка Избышев, при столкновениях с нашими войсками в селе Седельниково, позорно бежал и был убит… 
К северу от железной дороги по территории Каинского уезда Томской губернии и Тарского уезда летом и осенью 1919 года пролегал свой особый повстанческий фронт. Одно время он занимал пространство от села Вознесенского на Транссибирской магистрали до Екатерининского завода Тарского уезда Омской губернии. Здесь повстанческие отряды насчитывали от 500 до 600 человек, сравнительно не так много, что не мешало им около двух месяцев быть полными хозяевами этой части территории адмирала Колчака.
В дальнейшем Избышева похоронили в центре села Седельниково вместе с другими партизанами. Его брат Степан будет расстрелян 19 августа 1919 года у Чёрного Яра на Старо-Екатерининской дороги близ города Тары.

## Память
- В родном селе Седельниково сохранился дом Избышева, где установлена памятная табличка с надписью: «На этой усадьбе жил командир партизанского отряда А. И. Избышев». Дом был признан памятником истории местного значения по улице Избышева 57;[2]
- В Муромцевском районе Омской области его имя носил колхоз в 1930—1992 годах;
- Названы улицы в населённых пунктах: сёлах Седельниково, Кейзесс, Екатерининском, Большие Уки, городах Таре, Омске, Калачинске, Тюмени.
- В Седельниково, в сквере, в центре села, установлены два памятника Избышеву и Захаренко на месте их захоронения. В этом же месте захоронена жена Избышева — Улита Петровна, умершая в 1950-х гг.